# Beskydská sedmička
Beskydská sedmička, často zkráceně jen B7, je extrémní závod, horský ultramaraton a horský dálkový pochod, v Moravskoslezských Beskydech. Po několik let byl také jedním z kvalifikačních závodů na UTMB. Za myšlenkou a realizací stojí horolezec Libor Uher a jeho tým. 

## 1. ročník
První ročník byl odstartován ve 20:53 dne 17. září 2010 a pokračoval pak v následujících dvou dnech. Původně byla ohlášena délka závodu 77 km, ale nakonec dosáhla 87 km. Trasa prvního ročníku vedla z Frenštátu pod Radhoštěm přes  Velký Javorník, Pindulu, Radhošť, Pustevny, Čertův mlýn, Horní Čeladnou, Smrk, Ostravici, Lysou horu, Zlatník, Travný, Morávku (Sviňorky), Ropici a Javorového do Řeky. Závod byl specifický tím, že soutěžila dvou- a tříčlenná družstva. Zvítězil tým JUMPSPORT F-M ve složení Petr Míl a René Trebuna z Frýdku-Místku.

## 2. ročník
Druhý ročník se uskutečnil ve dnech 2. až 4. září 2011. Trasa vedla z Frenštátu pod Radhoštěm na Malý Javorový a pro elitní kategorii měřila 87 km a převýšení bylo 5 302 m, zatímco pro hobby kategorii měřila 83 km a převýšení bylo 4 821 m. Zvítězil tým Suunto ve složení Jan Kotyk a Zbyněk Cypra s časem 12 hodin a 21 minut.

## 3. ročník
Třetí ročník se uskutečnil ve dnech 7. až 9. září 2012. Trasa vedla z Třince do Frenštátu pod Radhoštěm a pro elitní kategorii měřila 95 km a převýšení bylo 5 302 m, zatímco pro hobby kategorii měřila 92 km a převýšení bylo 4 821 m. Vítězi se v tomto roce stali Tomáš Petreček a Pavel Štryncl za tým Salomon-run. Jejich čas v cíli byl 13 hodin a 5 minut.

## 4. ročník
Čtvrtý ročník započal 6. září 2013 ve 22:00 na náměstí Svobody v Třinci. Trasa dále pokračovala na Malý Javorový, Velký Javorový, na Ropici, do obce Morávka, na Travný, do obce Krásná, na Lysou horu, do Ostravice, do sedla pod Smrkem, přes Polanu do Čeladné, přes Čertův mlýn na Tanečnici, dále do Ráztoky, na Radhošť a Černou horu, na Malý a Velký Javorník a končila na náměstí Míru ve Frenštátu pod Radhoštěm. Cíl se uzavřel 8. září ve 4:00.
Celková délka pro kategorii SPORT-FULL byla 94 km s převýšením 5 430 m. Trasa HOBBY-FULL měřila 89 km s převýšením 4 800 m. Zvítězil tým Salomon-Suunto/Leki ve složení Pavel Štryncl a Jaroslav Balatka. Celou trasu uběhli v čase 11:49:14. Pavel Štryncl, tak obhájil vítězství z předchozího roku a stal se prvním závodníkem, který vyhrál B7 vícekrát.

## 5. ročník
Pátý ročník se odehrál ve dnech 5. – 7. září 2014. Trasa se oproti předchozímu roku lišila jen minimálně. Hlavní trať SPORT - FULL měřila 96 km s převýšením 5430 m a trasa HOBBY - FULL tentokrát 91 km s převýšením 5182 m.
Vítězi hlavní kategorie a mistry ČR v extrémním horském maratonu se stali Stanislav Najvert a Petr Žákovský z týmu JulboWay-Adidas. Trasu zaběhli v čase 12:08:57. Nejrychlejšími ženami byly Linda Beniačová a Marcela Mikulecká za Salomon-Iscarex team v čase 15:52:50.

## 6. ročník
Šestý ročník se odehrál ve dnech 4.–6. září 2015. Hlavní trať SPORT-FULL měřila 95 km s převýšením 5430 m (SPORT-SHORT 91 km s převýšením 4997 m) a trasa HOBBY-FULL 86,4 km s převýšením 5182 m (HOBBY-SHORT 82,4 km s převýšením 4749 m). Limit závodu byl stejný jako v minulých letech a to 30 hodin.
Vítězi hlavní kategorie a mistry ČR v extrémním horském maratonu se stali Zbyněk Cypra a Tomáš Svoboda z týmu adidas BOOST team. Sedm vrcholů zdolali v rekordním čase 11 hodin a 29 minut. Nejrychlejšími ženami byly Kateřina Šoubová a Magdalena Šoubová z týmu A vítězkami jsou, které pokořily B7 v čase 16 hodin a 14 minut.
V kategorii MIX zvítězili Ivana Hecková a Jiří Blažek z týmu TOBI sport team s časem 15 hodin a 5 minut.
Na start 6. ročníku Beskydské sedmičky se postavil i nevidomý Marek Moflar se svým vodičem Tomášem Novotným. Náročnou trasu Beskydské sedmičky zvládli za 20 hodin a 12 minut. 

## 7. ročník
Sedmý ročník se konal ve dnech 2.–4. září 2016. Delší trať LONG měřila 95 km s převýšením 5470 m, kratší trať SHORT 86,4 km s převýšením 5052m. Pro letošní ročník byl zkrácen limit závodu na 29 hodin.
Mistry ČR pro rok 2016 v extrémním horském maratonu dvojic se stali Stanislav Najvert a Marek Causidis z týmu Adidas running team. Tito dva zvládli celou trasu za 11 hodin a 43 minut. Druhé místo obsadili Kamil Bezděk a Marek Novotný z týmu Hybaj team Adidas a třetí byli Zbyněk Cypra a Tomáš Svoboda z týmu Adidas OUTDOOR team. Nejrychlejšími ženami byly Marie Zelená a Jarmila Duková, druhé místo obsadily Linda Beniačová a Patrícia Puklová a třetí doběhly Veronika Horáková a Nela Egertová. V kategorii MIX zvítězili Věra Vystrčilová s Jaroslavem Vicherem, druhé místo patří Lubici Ščerbové a Miroslavu Ščerbovi a třetí skončili Pavla Poláková a Vladimír Polák.
Nevidomý Marek Moflar, který B7 běžel podruhé, obsadil se svým vodičem Tomášem Novotným celkově 163. místo a trať zvládli za 20 hodin a 59 minut. 
Na start sedmého ročníku B7 se postavilo 2 893 závodníků z celkového počtu 3 200 přihlášených a celou trať dokončilo 2029 z nich.

## 8. ročník
Osmý ročník tohoto závodu se konal ve dnech 1.-3. září 2017. Trasa tohoto extrémního závodu zůstala nezměněna, což platilo i pro limit závodu. V polovině závodu (Ostravice) nově vznikla fanzóna se sportovně-společenským programem, závodníci se mohli těšit na poločasovou rampu nebo relax zónu. 
Absolutními vítězi a zároveň Mistry ČR pro rok 2017 v extrémním horském maratonu dvojic se stali Stanislav Najvert a Marek Causidis z týmu SALOMON/SUUNTO, kterým se tak povedlo obhájit vítězství z minulého ročníku. Do cíle doběhli v čase 12 hodin a 1 minuta. Jen o 2 minuty zpět skončili na druhém místě David Pecina a Roman Košťák z týmu ELEVEN-GASSO RUN TEAM a třetí byli s 5minutovou ztrátou Kamil Bezděk a Marek Novotný z týmu Hybaj team. Mezi ženami byly nejrychlejší Marie Zelená a Kristýna Chmelková (čas 15 hodin a 36 minut), druhé místo obsadily Linda Beniačová a Klára Rampírová a třetí na frenštátské náměstí doběhly Kateřina Horylová a Veronika Tkáčová. V kategorii MIX zvítězili s obrovským 2hodinovým náskokem Anna Čajková s Filipem Šilarem, druhé místo patřilo Lucii Samcové a Václavu Pelcovi a třetí skončili Iveta Kaločová a Karel Matušek.
Do závodu se přihlásilo kolem  3 000 závodníků, do cíle jich vinou deštivého počasí a nižších teplot dorazilo jen 1 562. Osmý ročník B7 byl posledním, který sponzorovala firma Adidas, v roce 2018 bude jedním z hlavních sponzorů francouzská automobilka Renault.